# Жилине
Жи́лине (до 1945 року — Джадра-Борлак, крим. Cadra Borlaq) — село Джанкойського району Автономної Республіки Крим. Населення становить 551 особа. Орган місцевого самоврядування - Лобанівська сільська рада. Розташоване на заході району.

## Географія
Жилине - село на заході району, у степовому Криму, на шосе М17 Херсон - Керч, висота над рівнем моря - 24 м . Сусідні села: фактично примикає на північному заході Лобанове та Ясне за 1 км на північ. Відстань до райцентру - близько 16 кілометрів, найближча залізнична станція - Богемка (на лінії Джанкой - Армянськ) за 1 км.

## Історія
Існує не підтверджена поки історичними документами версія, що село існує з 1827 року .
У доступних джерелах поселення вперше зустрічається в Статистичному довіднику Таврійської губернії 1915 року , згідно з яким в Богемській волості Перекопського повіту значиться село Джадра-Борлак .
Після встановлення в Криму Радянської влади, за постановою Кримревкома від 8 січня 1921 року № 206 «Про зміну адміністративних кордонів» була скасована волосна система і в складі Джанкойського повіту був створений Джанкойський район . У 1922 році повіти перетворили в округи . 11 жовтня 1923 року, згідно з постановою ВЦВК, до адміністративний поділ Кримської АРСР були внесені зміни, у результаті яких округи були ліквідовані, основний адміністративною одиницею став Джанкойський район  і село включили до його складу. Згідно  Списку населених пунктів Кримської АРСР за Всесоюзним переписом від 17 грудня 1926 року, Джадра-Борлак (вакуф) був центром скасованої до 1940 року  Джадра-Борлакської сільради Джанкойського району .
Указом Президії Верховної Ради РРФСР від 18 травня 1948 року, Джадра-Борлак перейменували в Жилине .

## Населення

### Мова
Розподіл населення за рідною мовою за даними перепису 2001 року:
| Мова                | Відсоток |
| ------------------- | -------- |
| російська           | 59,89%   |
| кримськотатарська   | 20,15%   |
| українська          | 11,62%   |
| ромська             | 1,45%    |
| інші/не визначилися | 6,89%    |